# Eek-A-Mouse
Ripton Joseph Hylton (Kingston (Jamaica), 19 november 1957), beter bekend als Eek-A-Mouse, is een Jamaicaanse reggaezanger.

## Biografie
Eek-A-Mouse begon zijn carrière als reggaemuzikant al toen hij nog op school zat, maar kreeg pas bekendheid in 1979, toen zijn eerste hit "Once a Virgin" uitkwam. In dat jaar nam hij ook zijn artiestennaam Eek-A-Mouse aan. Deze naam komt van het renpaard waar hij altijd op wedde maar toen hij er een keer niet op wedde won het paard. Zijn grote doorbraak volgde in 1981 op het belangrijke Jamaicaanse Reggae Sunsplash Festival. Gedurende de jaren tachtig bracht hij diverse platen uit en groeide zijn bekendheid tot over de hele wereld.
In de jaren negentig maakte hij minder platen doordat hij een tijd in de gevangenis moest doorbrengen. In 1996 werkte hij mee aan het nummer Just As Rough van Genaside II. Eek-A-Mouse treedt nog steeds wereldwijd op.
Eek-A-Mouse heeft een volledig eigen stijl ontwikkeld genaamd, genaamd "singjaying", een combinatie van "singing" en "deejaying". Zijn teksten bestaan behalve uit woorden ook uit vele andere klanken zoals "Beedeedeedeebangbang" en "Benggengagengenggeng". Naast rootsreggae, maakte hij ook dancehall en pop.

## Discografie
- 1980 Bubble Up Yu Hip (Thompson Sounds)
- 1981 Wa-Do-Dem (Greensleeves)
- 1982 Skidip! (Greensleeves)
- 1983 The Mouse and the Man (Greensleeves)
- 1983 The Assassinator (RAS Records)
- 1984 Mouseketeer (Greensleeves)
- 1984 Live at Reggae Sunsplash (Sunsplash Records)
- 1985 The King and I (RAS Records)
- 1987 The Very Best Of (Greensleeves)
- 1987 Mouse-A-Mania (RAS Records)
- 1988 Eek-A-Nomics (RAS Records)
- 1991 U-Neek (Island Records)
- 1996 Black Cowboy (Sunset Blvd.)
- 1997 Ras Portraits (RAS Records)
- 2001 Eeksperience (Coach House Records)
- 2001 Greensleeves Wa-do-dem (Greensleeves)
- 2004 Mouse Gone Wild (Sanctuary)
- 2004 Eek-A-Speeka (Greensleeves)
- 2004 Mouse Gone Wild (Sanctuary)
- 2008 Most Wanted  (Greensleeves)
- 2013 Eek-Ology  (17 North Parade)

- Bibliothèque nationale de France: cb141745925 (data)
- International Standard Name Identifier: 0000 0000 2954 132X
- Library of Congress Control Number: n90678013
- MusicBrainz: c7e31260-7372-46dc-adf1-bd6e3e983e32
- Système universitaire de documentation: 080714374
- Virtual International Authority File: 63171497
- WorldCat: E39PBJcrbvpW4jPkHkWwCQycfq